# Kampec Dolores
Kampec Dolores — угорський рок-гурт, утворений 1984 року у Будапешті скрипачкою Ґобі Кендереші та гітаристом Чабою Хойнуці. За свою тривалу історію гурт пережив складну художню еволюцію: в його музиці поєднуються елементи панку, пост-панку, «нової хвилі», «року в опозиції», джазу та народної музики Угорщини.

## Історія гурту
Kampec Dolores утворили 1984 року у Будапешті Ґобі Кендереші (вокал, скрипка) і Чабою Хойнуці (вокал, гітара). 1986 року перші демо-записі Kampec Dolores вийшли на касеті під назвою «Made in Budapest». Музика представляла винахідливу суміш панку, «нової хвилі» та «року в опозиції». У цей час гурт складався з Ґобі Кендереші, Чаби Хойнуці, Ірдіко (гітара), Ґерґея Пая (бас-гітара), Зольтана Сеґварі (вокал, саксофон) й Оттили Йгаса (перкусія). Заживши слави за межами будапештського андеграунду, Kampec Dolores відкривав виступи Ніко 1985 року та Pere Ubu 1988 року.
На альбомах «Kampec Dolores» (1988) і «Levitáció» (1990) пост-панк поєднано з елементами угорської народної музики. Наприкінці 1980-х — на початку 1990-х рр. гурт вів активну гастрольну діяльність — крім власне Угорщини грав концерти в Іспанії, Італії, Норвегії, Польщі, СРСР, Швеції, Югославії.

## Дискографія
- Made in Budapest (CS, 1986)
- Kampec Dolores (LP, Konkurrel/Ring, 1988)
- Levitáció/Levitation (LP, Points East/ReR Megacorp, 1990)
- 1984–1988 (CS, Bahia Music, 1992)
- Levitation + 1st LP (LP, Bahia Music/Points East/ReR Megacorp, 1993) Збірка-перевидання двох перших альбомів.
- Tű Fokán/Eye of the Needle (CD/CS, Bahia Music, 1993)
- Zúgó/Rapid (CD/CS, Bahia Music, 1996)
- A Bivaly Hátán/Sitting on the Buffalo (CD/CS, Bahia Music/ReR Megacorp, 2000)
- Koncert! (CD, K. Petrys Ház/ReR Megacorp, 2003) Запис виступу в Trafó (Будапешт) у лютому 2003 р.
- Földanya Égapa/Earth Mother Sky Father (CD, A38/ReR Megacorp, 2006)
- Válogatás: Best of 1986–2003 (CD, 1G Records, 2009) Збірка.
- Evaliyé (CD, 1G Records, 2011)
- Tema Principale (CD, Trottel Records, 2013)